# Chemin de fer Berlin-Bagdad

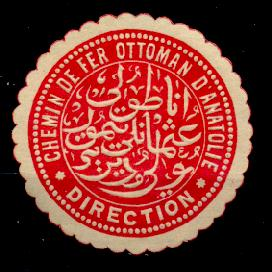
Sceau du chemin de fer ottoman d'Anatolie.

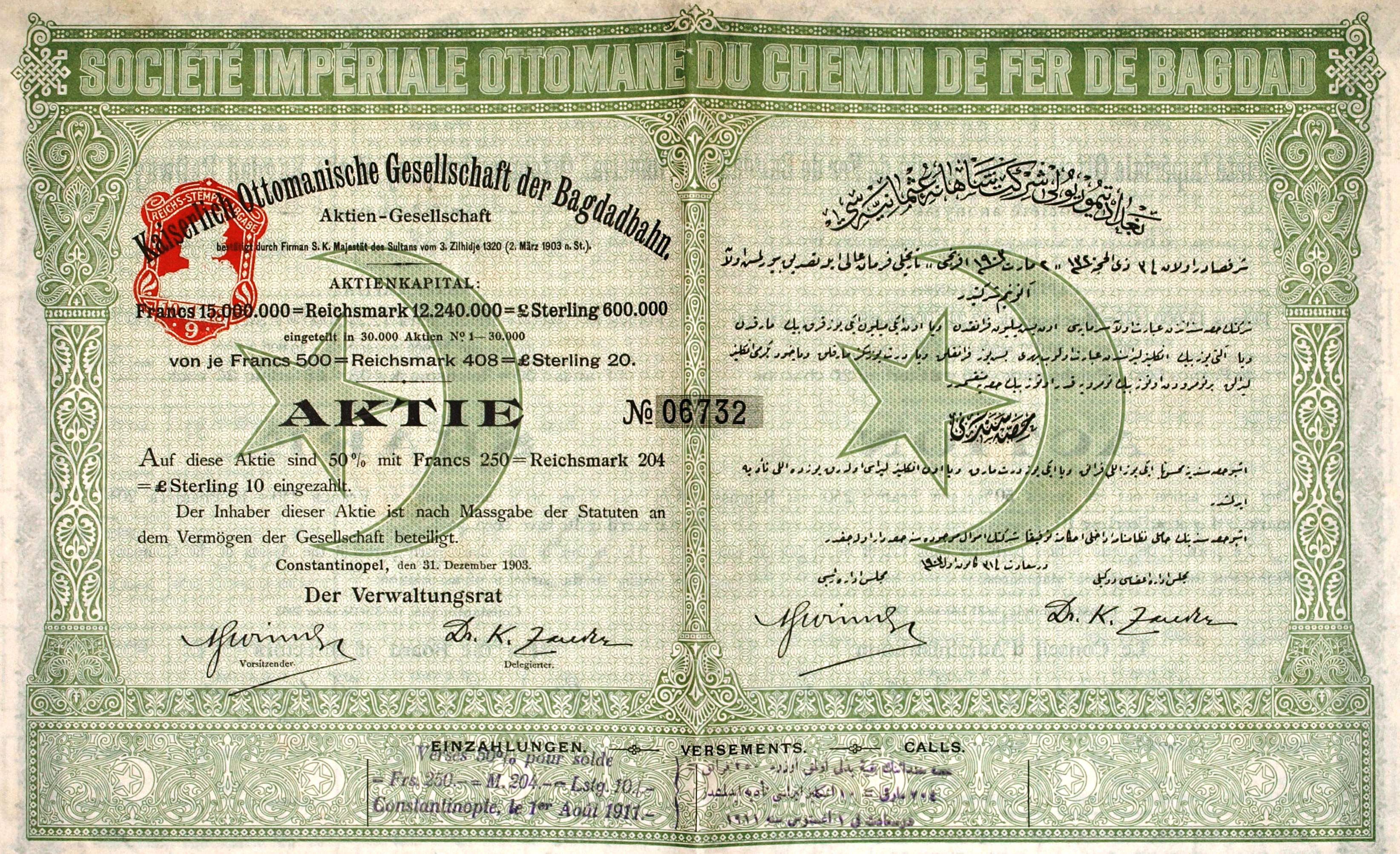
Action du chemin de fer de Bagdad du 31 décembre 1903.

Le chemin de fer de Bagdad, plus connu sous son nom allemand de Bagdadbahn (aussi souvent désigné sous le nom de chemin de fer Berlin-Bagdad quand il s'agit de la liaison internationale et géostratégique de plus grande longueur qu'il permet) est une voie ferrée, construite entre 1903 et 1940 dans l’Empire ottoman et ses États successeurs, pour assurer la liaison entre Konya (Turquie actuelle) et Bagdad (Irak actuel), villes distantes de 1 600 km. En y incluant le chemin de fer anatolien Istanbul-Konya et les voies annexes en Syrie et en Irak, la longueur totale de l’ouvrage atteint 3 205 km, ce qui en fait un des plus grands ouvrages d’infrastructure de l’époque et une des réalisations capitales de l’impérialisme économique allemand.
Le nom allemand de « Bagdadbahn » (chemin de fer de Bagdad) a été développé en « B. B. B. (Berlin-Byzance-Bagdad) » dans les milieux pangermanistes, bien que l'ancien nom de Byzance (Constantinople) ne fût plus en usage. Il se rattache à un ensemble de grands chantiers ferroviaires reliant l'Europe centrale au Levant, où le rôle de l'Allemagne a été prédominant.

## Tracé

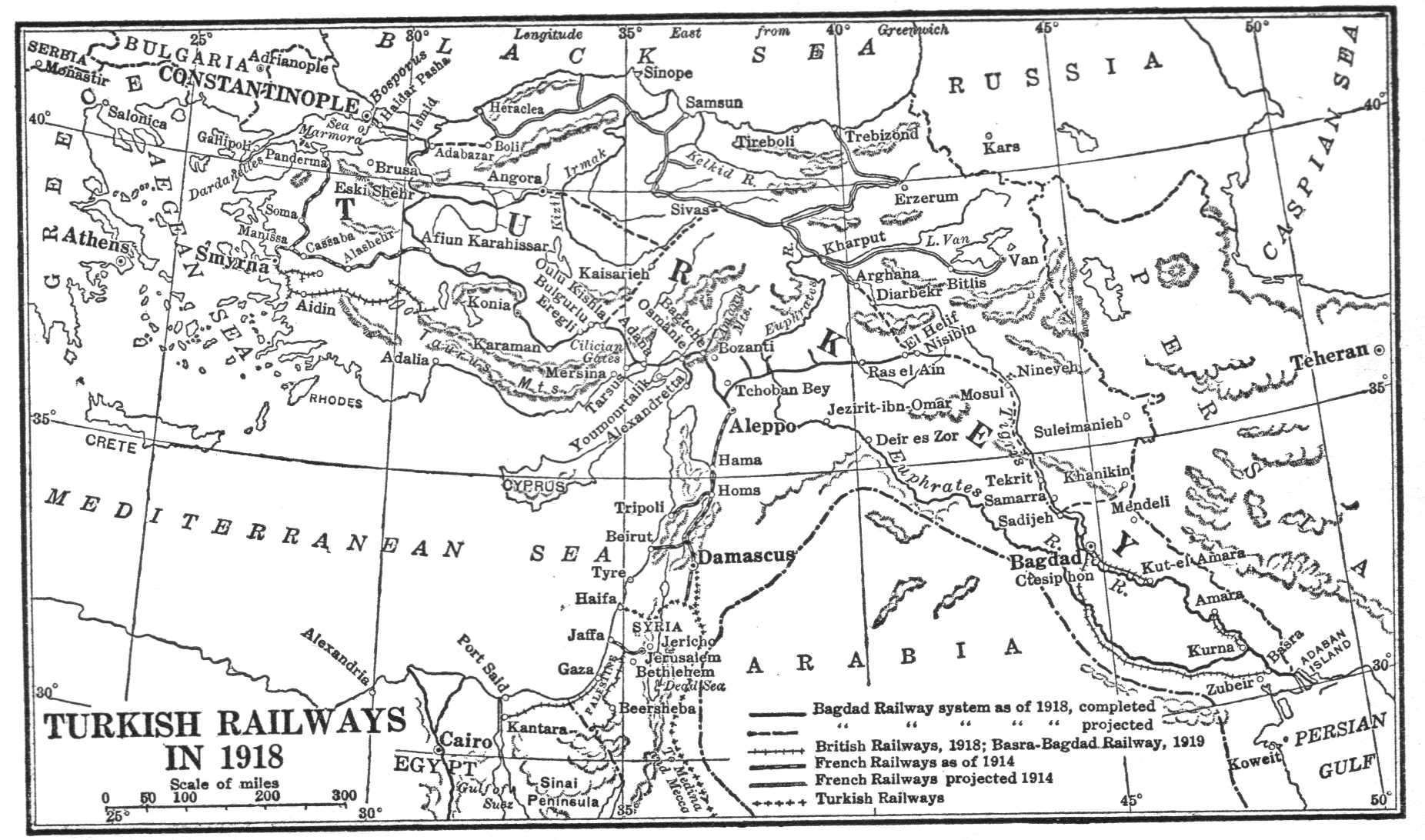
Carte du tracé, en 1918.

La ligne se raccorde au chemin de fer anatolien à Konya, en direction d’Adana, Alep, Mossoul et Bagdad. Elle est plus tard prolongée vers Bassorah et le golfe Persique. Avec le chemin de fer Damas-Hama et prolongements, qui atteignait Alep, et le chemin de fer du pèlerinage de Damas à Médine, le système ferroviaire ottoman s’étendait loin vers le sud de l’Empire.
Pour le mettre hors de portée de l’artillerie navale, le tracé de la ligne passe par l’intérieur des terres. Une voie secondaire atteint la mer à Alexandrette, mais la voie principale vers Alep coupe les monts Nur par un tunnel de 8 km de long.

## Le grand projet du Berlin-Bagdad

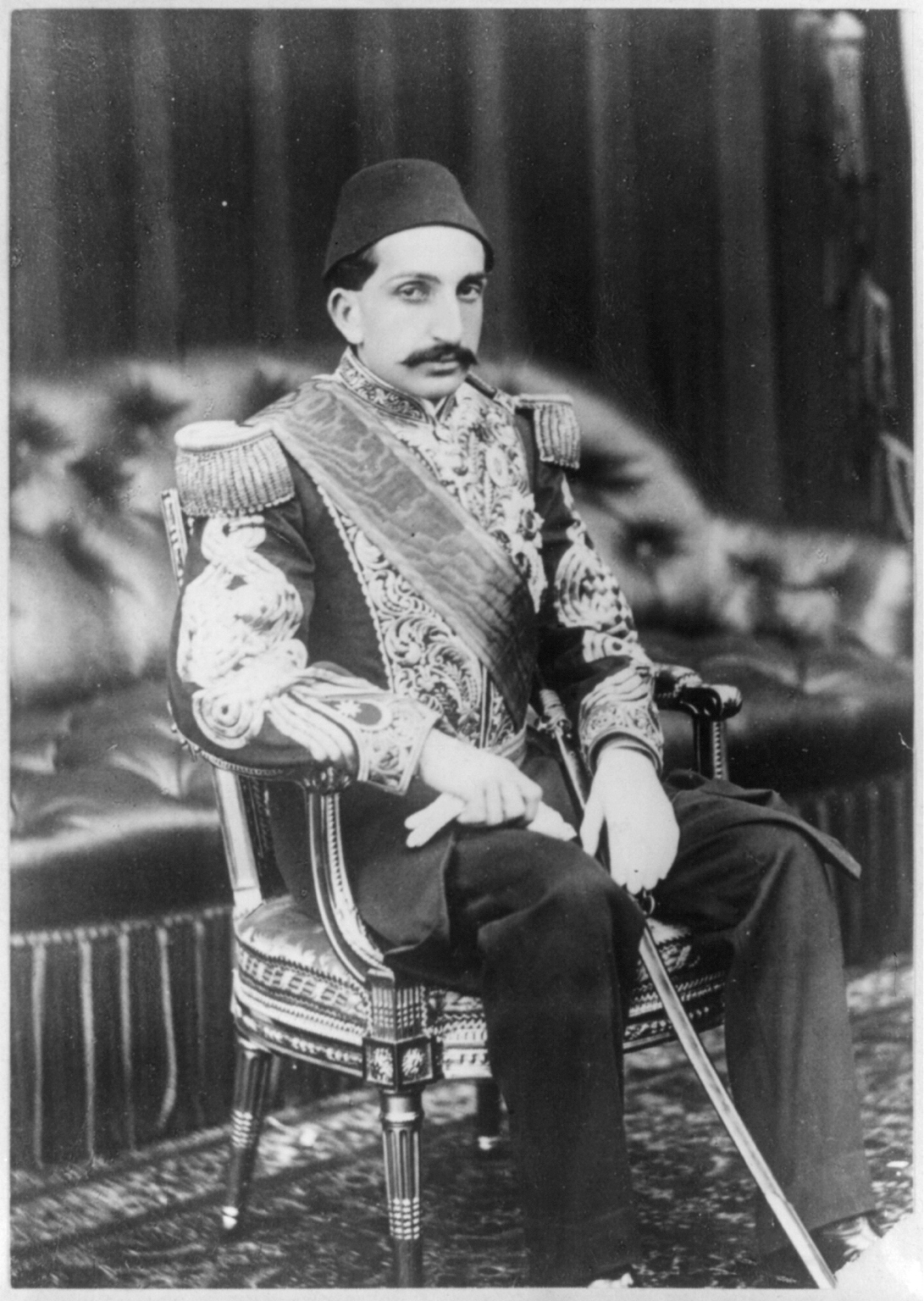
Le sultan Abdülhamid II.

### Origines
Au début du règne d'Abdülhamid II (1876-1909), l'Empire ottoman perd la plupart de ses territoires européens (Crise d'Orient). Le gouvernement du sultan comprend la nécessité d’une modernisation accélérée de l'Empire, et en particulier de ses provinces asiatiques, pour assurer sa cohésion et résister à la pression des puissances européennes. Jusque-là, le transport de troupes vers les confins de l’Empire pouvait prendre des mois. Seul le chemin de fer pouvait assurer une liaison rapide et efficace.
Un premier projet, présenté par le colonel britannique Francis Chesney dans les années 1830, avait été abandonné à la suite de l’ouverture du canal de Suez, en 1869.
Dans les années 1870, l'ingénieur allemand Wilhelm von Pressel (1821-1902) présente un projet fortement argumenté. « Si le chemin de fer est en mesure de développer les capacités de production et d'exportation d'un pays, c’est tout particulièrement le cas en Anatolie, où, par manque de moyens de transports vers l'intérieur, des ressources considérables sont perdues et de vastes étendues cultivables laissées à l'abandon ». Il se heurte toutefois à l'hostilité de Bismarck, qui ne veut pas d'aventure pangermanique en Orient.

### Financement
L’Empire ottoman est alors sous la tutelle des grandes banques françaises, qui tiennent en main aussi bien la Banque impériale ottomane que l'Administration de la dette publique ottomane (en). Le sultan cherche à échapper à cette tutelle en se tournant vers les banques britanniques et allemandes. Le gouvernement de Londres approuve le projet, mais les banques britanniques le jugent trop risqué et refusent leur participation.
L’Empire ottoman est déjà lié à la Prusse par de fructueux accords de coopération, en particulier à travers les missions militaires allemandes. À la différence du Royaume-Uni et de la France, l’Allemagne n'a pas d’intérêts coloniaux dans la région, et l'impérialisme économique allemand n'apparaît donc pas comme une menace politique. La Sublime Porte ne voit pas d'inconvénient à mettre le projet sous le patronage allemand.
En Allemagne, le projet suscite des réactions variées. La Deutsche Bank, sous la direction de Georg von Siemens, est d'abord réticente. Elle ne se persuade de l'intérêt du projet que peu à peu et surtout avec la découverte de la richesse pétrolière de la Mésopotamie, pour laquelle elle obtient une concession en 1911. Le gouvernement allemand, pour des raisons sans doute plus stratégiques que diplomatiques, souhaite s'immiscer dans une région qui était jusque-là dans la sphère d’influence britannique et française. L'aspect de prestige n’est pas à négliger puisque l’empereur Guillaume II s’implique personnellement dans le projet, et il envoie aux constructeurs ses vœux de réussite dans un télégramme en deux langues. Il se rend d'ailleurs avec le SMY Hohenzollern à Constantinople, par le port de la Corne d'Or dans le Bosphore.
Du point de vue allemand, la Bagdadbahn doit offrir de nouveaux débouchés à l’économie allemande. Par son prolongement au golfe Persique, il offre un point d’appui aux flottes allemandes de guerre et de commerce. La politique allemande vient ici contrecarrer les intérêts français et surtout britanniques. Le chemin de fer Berlin-Bagdad et les missions militaires allemandes sont deux aspects de la liaison de plus en plus étroite entre l'Empire Ottoman et les empires centraux, qui devait les conduire ensemble vers la Première Guerre mondiale.
La concession du premier tronçon Eskisehir-Konya est signée en 1893, et le texte envisage, en termes prudents, une prolongation éventuelle vers Bagdad. La ligne anatolienne atteint Konya le 29 juillet 1896. En 1899, la Deutsche Bank signe avec le gouvernement ottoman un accord provisoire pour la construction de la ligne de Bagdad.
Siemens s’efforce de trouver des partenaires. Ni les banques britanniques, ni celles de New York ne se montrent intéressées. Finalement, Siemens arrive à embarquer dans son projet la Banque ottomane française et plusieurs autres banques européennes.
Au début de 1903, la Société du chemin de fer Anatolien est enfin en mesure de boucler son projet. Elle obtient du gouvernement ottoman une concession de 99 ans. L'accord prévoit une prolongation jusqu'à Basra et jusqu'à un point non déterminé du golfe Persique. Le 13 avril, la société impériale du Chemin de fer de Bagdad est fondée. Les participants sont la Deutsche Bank (40 %), la Banque Impériale Ottomane (30 %), le Chemin de Fer Anatolien (10 %), la Wiener Bankverein (autrichien, 7,5 %), le Schweizerische Kreditanstalt (suisse, 7,5 %) et la Banca Commerciale Italiana (5 %).
En fin de compte, le projet est principalement financé par les emprunts d'État ottomans, mis sur le marché par la Deutsche Bank. La première tranche, en 1904, s’élève à 54 millions de francs français, la seconde, en 1910, à 108 millions, et la troisième, en 1912, à 60 millions.
En 1912, la Deutsche Bank acquiert une part de 23,75 % dans la Turkish Petroleum Company, société à capitaux britanniques et néerlandais destinée à exploiter les richesses pétrolières de l'Empire ottoman, ce qui, à terme, devait rentabiliser la construction du chemin de fer.
Après la Première Guerre mondiale, la Deutsche Bank doit céder sa part de la Turkish Petroleum Company à la Compagnie française des pétroles, mais transfère ses parts du chemin de fer de Bagdad à une banque suisse pour les mettre à l'abri d'une saisie par les vainqueurs.

### Construction

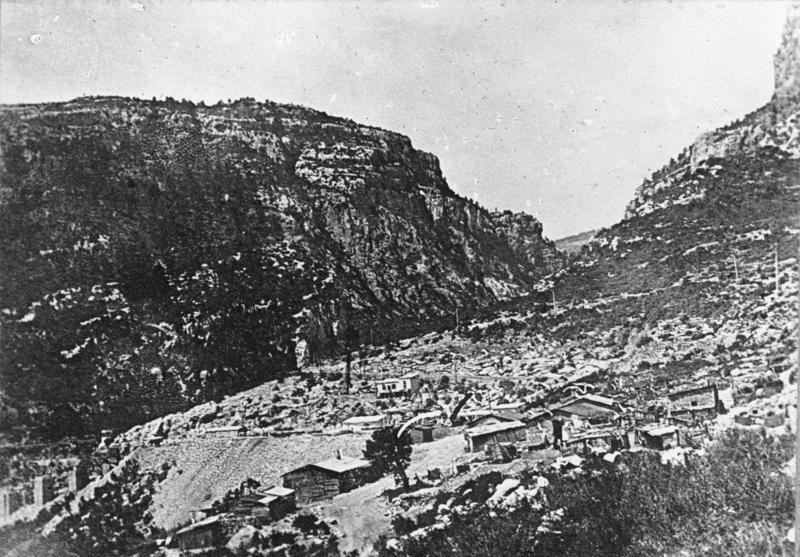
Construction de la Bagdadbahn, en 1913.

Le premier coup de pioche d'un chantier de dix ans est donné le 27 juillet 1903. Plusieurs grandes firmes allemandes sont représentées, en particulier le groupe de construction Philipp Holzmann AG pour la construction des gares, le groupe Friedrich Krupp AG pour les rails, ainsi que Borsig, Cail, Hanomag, Henschel et Maffei pour les locomotives.
Le chantier emploie, par moments, jusqu'à 35 000 travailleurs, dans des conditions souvent pénibles et dangereuses. Les plus grandes difficultés sont liées au franchissement des montagnes, par les Portes de Cilicie et la chaîne des monts Taurus en Asie Mineure. La ligne atteint une altitude maximale de 1 478 m. Elle emprunte 37 tunnels totalisant 20 km de long. Elle passe sur des ponts et des viaducs, le plus connu étant celui de Gavurdere (Varda Köprüsü).
En outre, le chantier connaît de nombreux incidents opposant les contremaîtres et ouvriers qualifiés, le plus souvent grecs ou arméniens, aux ouvriers turcs.
Ces travaux, dans des régions incomplètement explorées, ont également donné lieu à d'importantes découvertes archéologiques, botaniques et zoologiques.

## Dans la Première Guerre mondiale

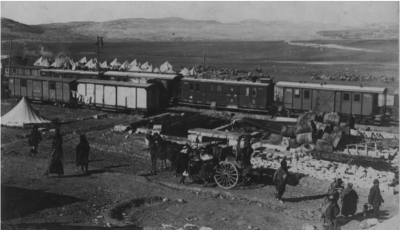
Bivouac vers Alep (1915).

Le chemin de fer de Bagdad joue un rôle prédominant dans le déclenchement de la Première Guerre mondiale. À partir de 1910, l'Allemagne doit faire face à un manque de capitaux pour le maintien des positions économiques obtenues précédemment. À la fin de 1912, alors que le tronçon Antaliya-Mossoul est en construction, l'Allemagne n'a plus les moyens financiers de l'achever, ce qui devient patent dès la fin de 1913. Le gouvernement turc se tourne alors vers la France et la Grande-Bretagne.
Le chemin de fer de Bagdad joue un rôle majeur dans la stratégie allemande, car il lui permet de s'affranchir des importations de pétrole américain et de s'approvisionner malgré le blocus maritime mis en place, principalement par le Royaume-Uni, à partir d'août 1914. Il est encore plus important pour l'Empire ottoman dans la guerre car il lui permet de maintenir la liaison entre les différents fronts, lors de l'offensive de 1915 contre le canal de Suez, puis des différentes opérations en Arabie, Mésopotamie et Syrie-Palestine. Le harcèlement de la ligne par la guérilla arabe est une des causes de la débâcle ottomane de 1918.
En outre, le chantier du chemin de fer joue un rôle notable dans le génocide du peuple arménien. Dès avant la guerre, de nombreux Arméniens, ouvriers et ingénieurs, avaient été associés à l'ouvrage. À partir de l'entrée en guerre, tous les Arméniens d’âge mobilisable sont versés dans des corps de travailleurs forcés. Des dizaines de milliers d’entre eux laissent la vie sur le chantier. À partir d’octobre 1915, c’est par cette ligne, avec la participation de nombreux techniciens allemands, que transite toute la population arménienne déportée vers les camps du désert syrien.
Alors que le chemin de fer de Bagdad avait pour but de contrecarrer les ambitions des Britanniques, ce sont ces derniers qui, entre 1916 et 1918, assurent l'achèvement du réseau ferroviaire mésopotamien, autour de Bassora, puis jusqu'à Bagdad, à mesure de l'avance des troupes indo-britanniques pendant la campagne de Mésopotamie. Ces travaux menés sans grande cohérence, avec un matériel importé d'Inde et plusieurs écartements différents pour les voies, s'accompagnent d'une modernisation du port de Bassora.

## Après la Première Guerre mondiale

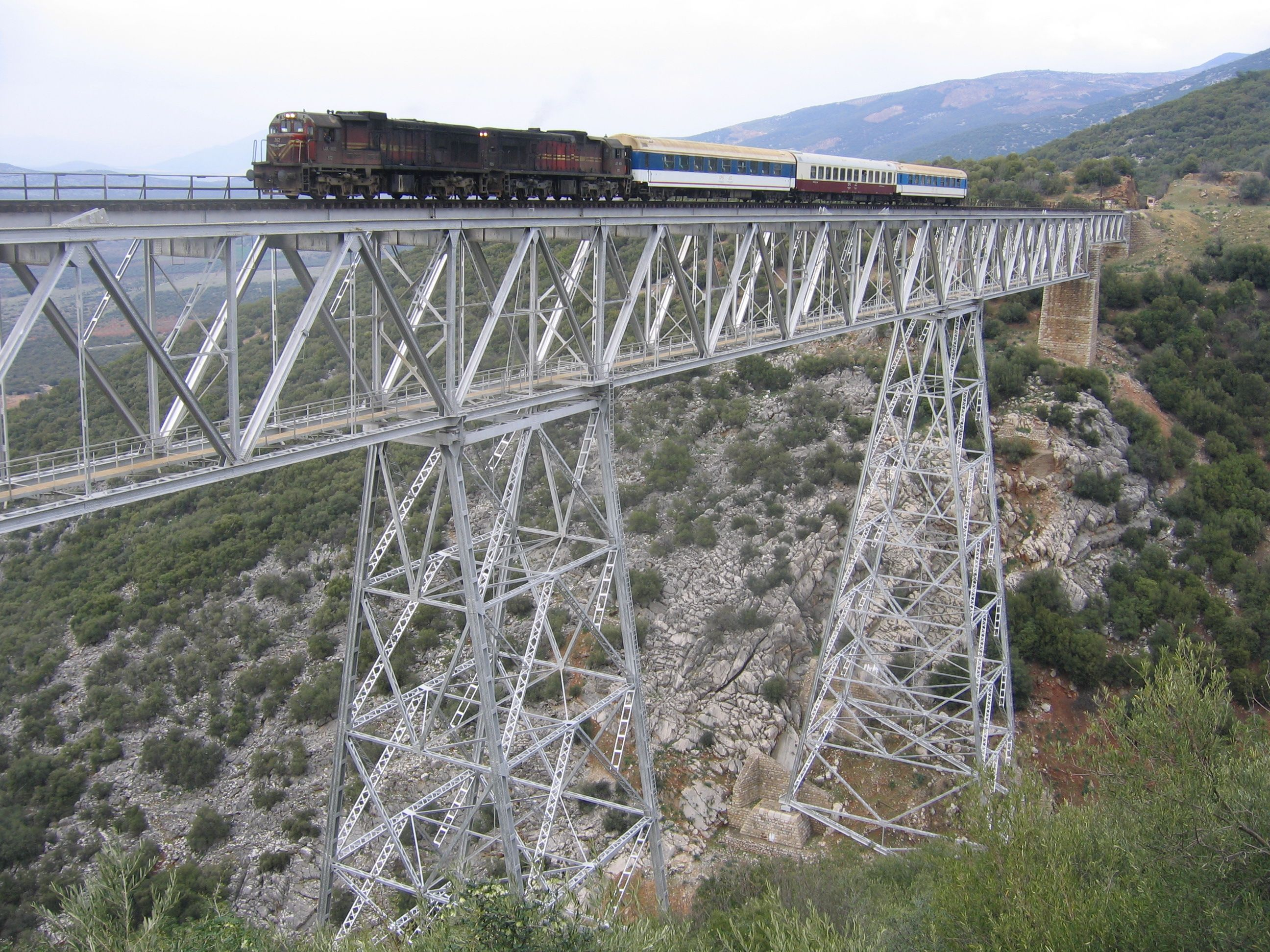
Le Bagdadbahn sur le pont de Haradara, entre Meydan Ekbez et Mouslimiié (Muslimiyya)...

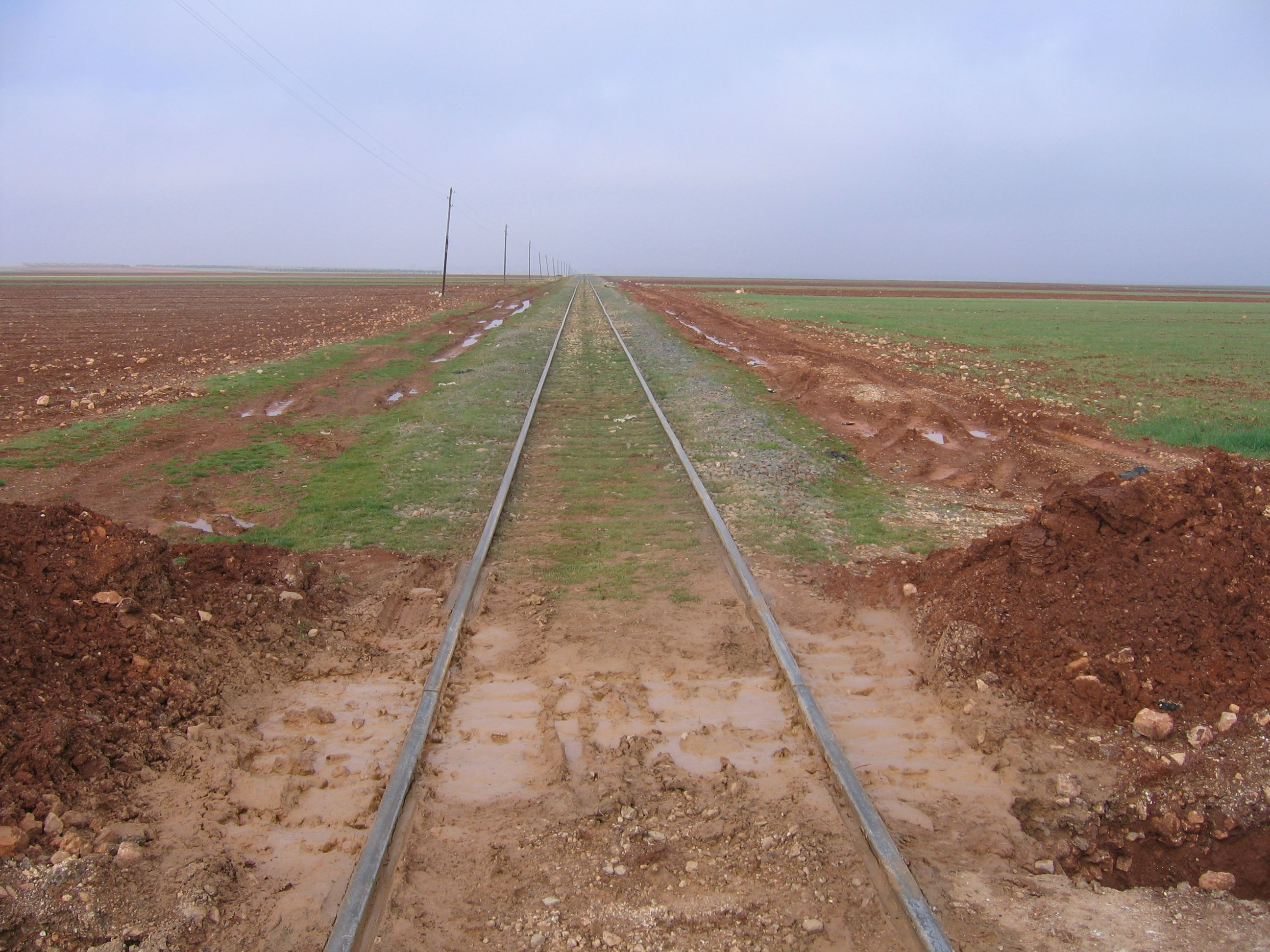
... et au nord-ouest d'Alep.

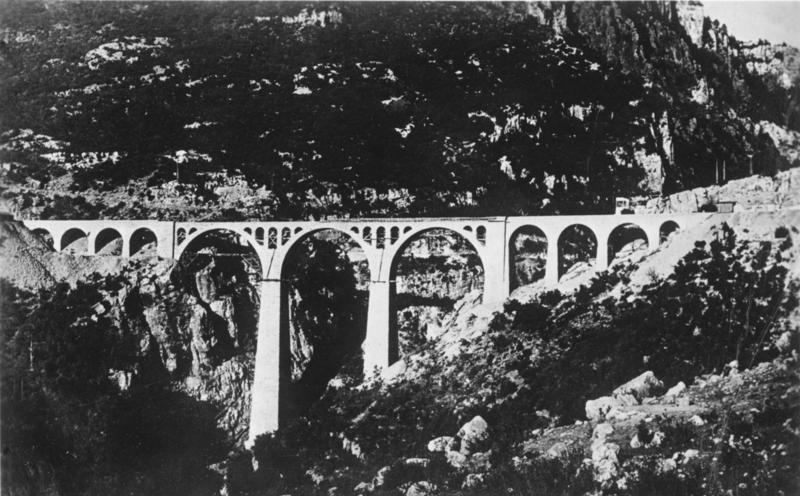
Le viaduc de Gavurdere en 1935.

La ligne, fortement endommagée par les destructions de la guerre, est partagée entre les zones d'occupation britannique et française. 
En 1923, au traité de Lausanne, la Turquie de Mustafa Kemal obtient la restitution d'une partie de la ligne entre Karkamış et Nusaybin. Elle est nationalisée, avec le reste des chemins de fer turcs, en 1948.
Dans le cadre de leur mandat sur la Syrie, les Français, qui avaient déjà construit en 1895 le chemin de fer de Beyrouth à Damas, raccordent la partie récemment syrienne à la ligne « Damas-Hama et Prolongements » sous le nom de « Bozani-Alep et Prolongements ».
La partie irakienne est achetée en 1936 au Royaume-Uni par le gouvernement royal irakien pour la somme de 494 000 livres sterling.
La normalisation des rapports entre la Turquie et l’Irak permet l'ouverture d'une ligne entre les deux pays, le Taurus-Express, à partir de 1930. Une partie du trajet, autour de Nusaybin, est cependant parcouru par la route. La voie ferrée n’est achevée que le 17 juillet 1940.
En 1955, la conclusion du Pacte de Bagdad rassemblant la Turquie, l'Irak et la Jordanie a fait naître des projets de liaison entre ces trois pays. Mais l'état de tension permanent depuis 1956 n'a pas permis leur aboutissement. Seule la partie turque de la ligne, modernisée pour le transport des minerais, a gardé une activité importante.

## La réouverture auXXIesiècle
Après la chute du régime de Saddam Hussein et la neutralisation de l'Irak, la Turquie a pu rétablir des échanges réguliers avec ce pays. La ligne ferroviaire a rouvert le 17 février 2010, avec deux trains par semaine entre Gaziantep et Mossoul.

## Littérature
La passagère la plus connue de la ligne de Bagdad est la romancière britannique Agatha Christie, épouse de l’archéologue Mark Mallowan. Elle a participé à ses fouilles en Irak. Elle l’évoque dans ses mémoires et dans plusieurs de ses romans.
Le chemin de fer, principal lien entre le nord et le sud du pays, a joué un rôle appréciable dans la construction nationale de l’Irak moderne. Le romancier irakien Khodayyin Mohammad le mentionne plusieurs fois dans ses nouvelles, de façon à la fois réaliste et onirique (Le royaume noir).

## Galerie

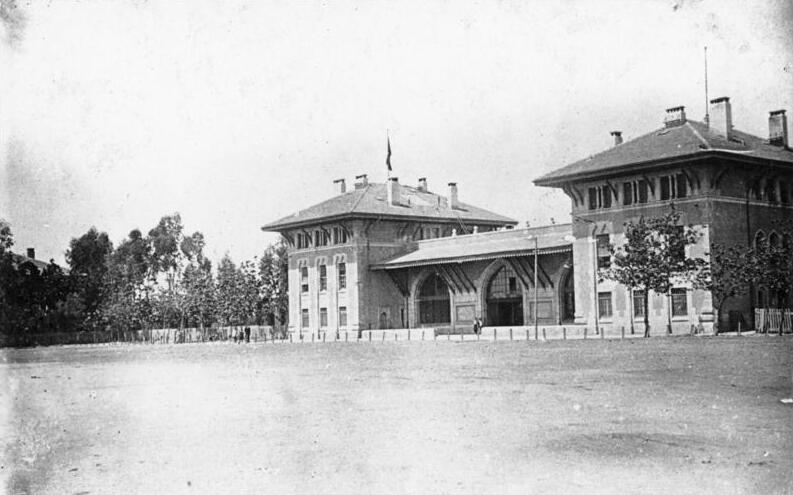
La gare d'Adana en 1913.
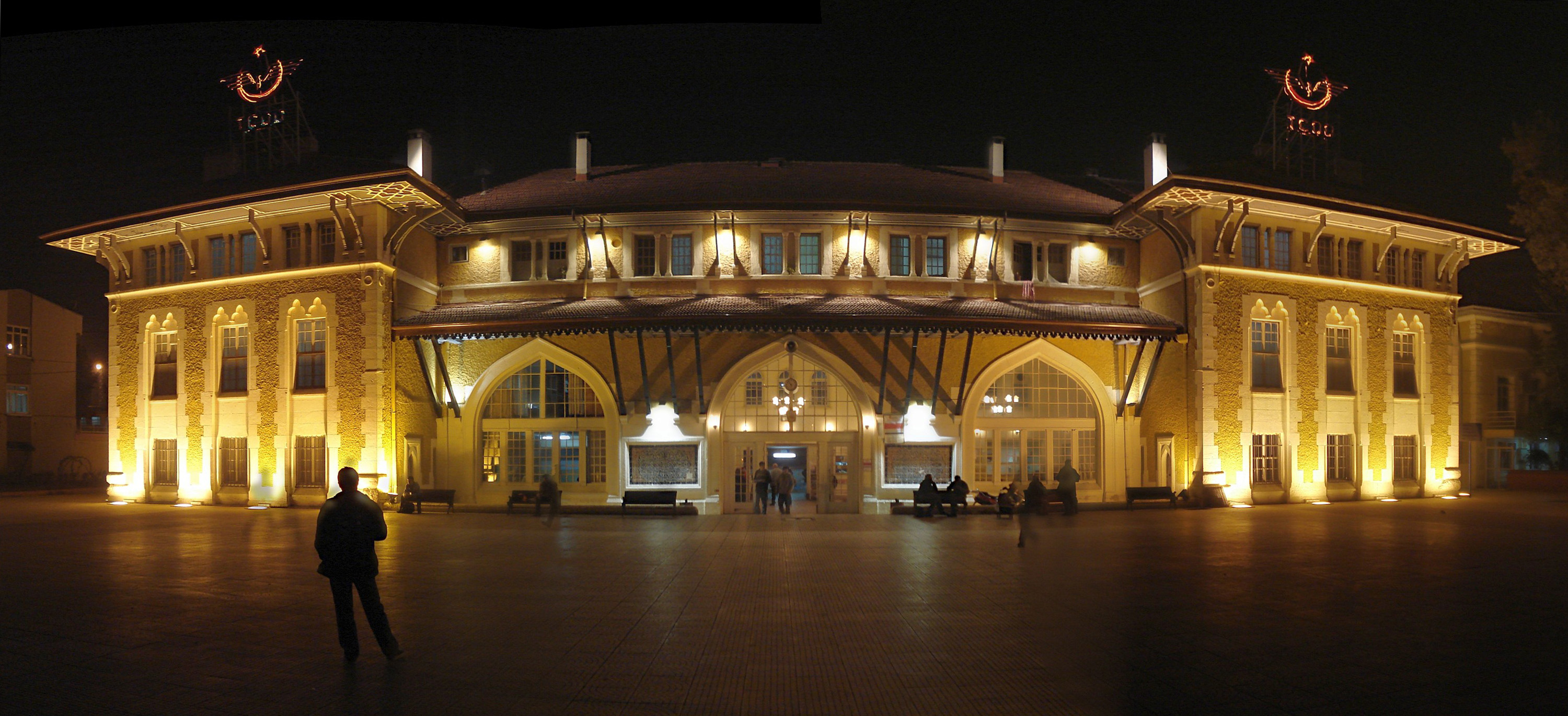
La gare d'Adana en 2008.
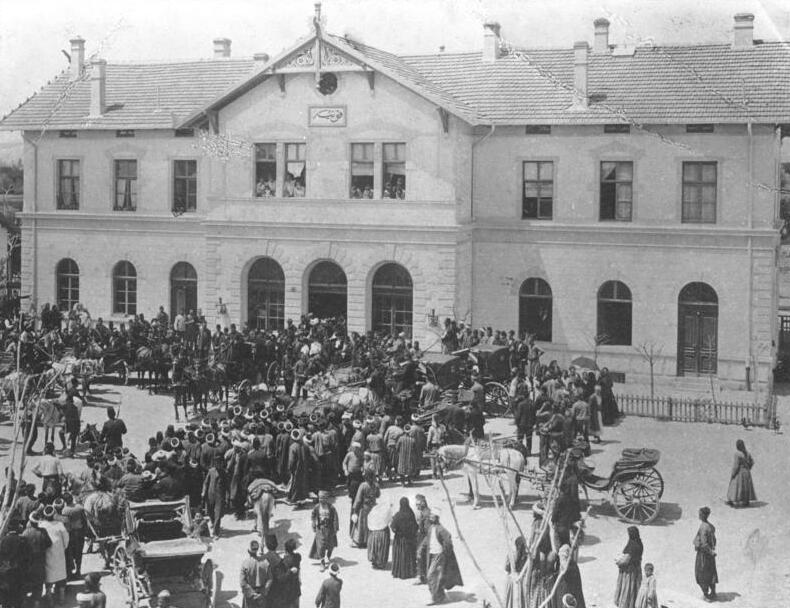
Réception de l'ambassadeur d'Allemagne à Konya pour l'inauguration de la première section de la ligne, le 21 juin 1904.
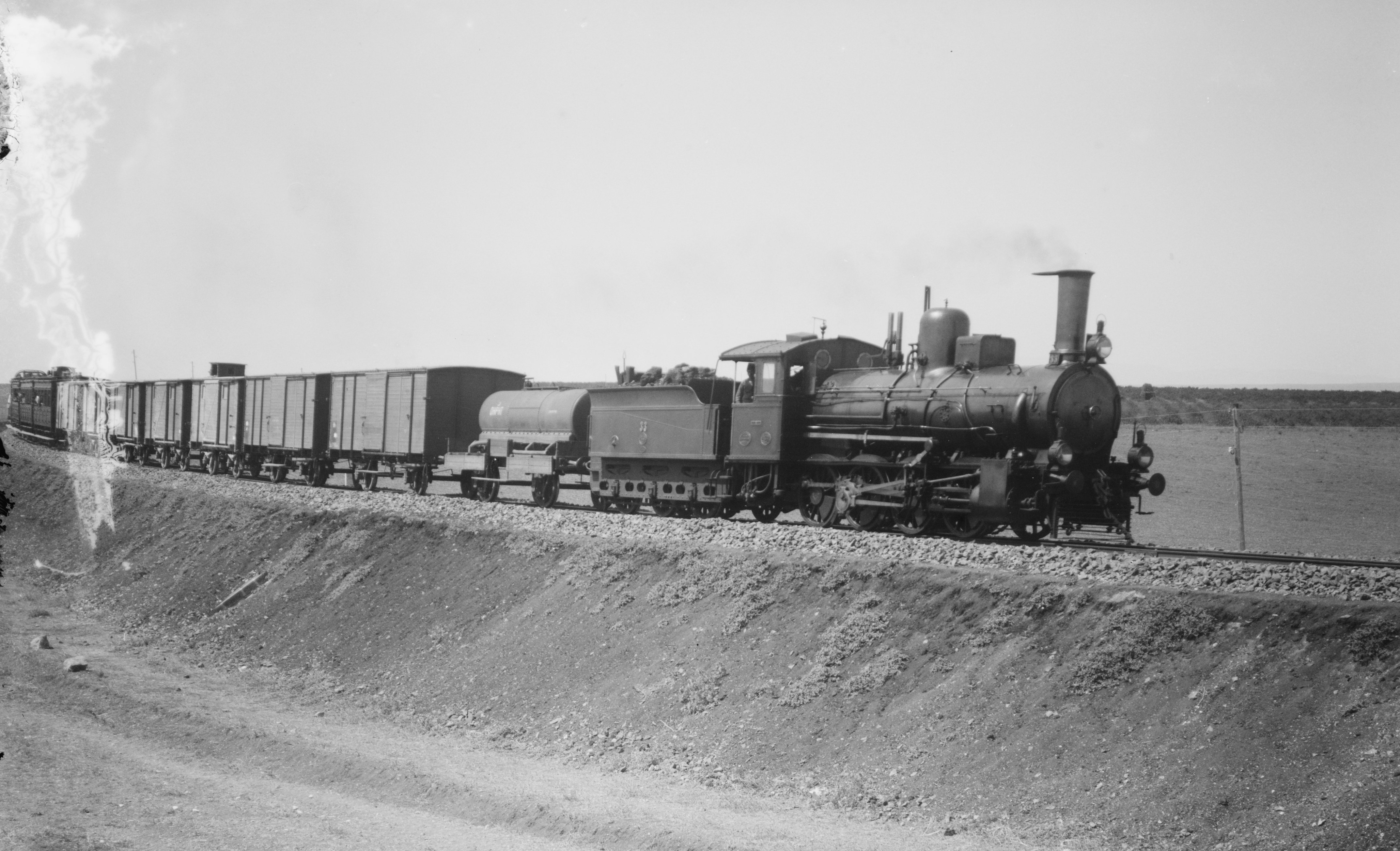
Un train du Berlin-Bagdad, v. 1900-1910.
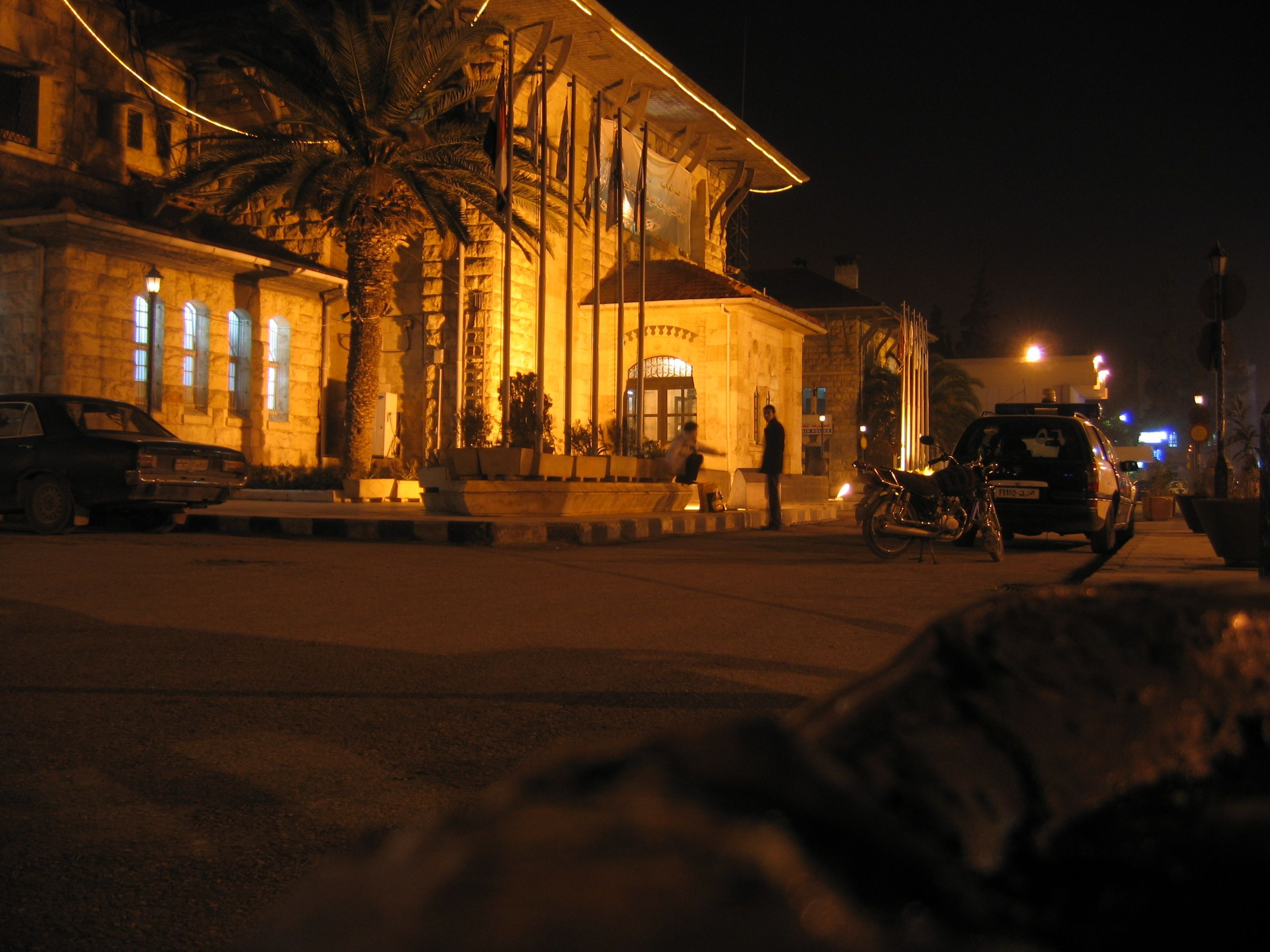
La gare d'Alep.
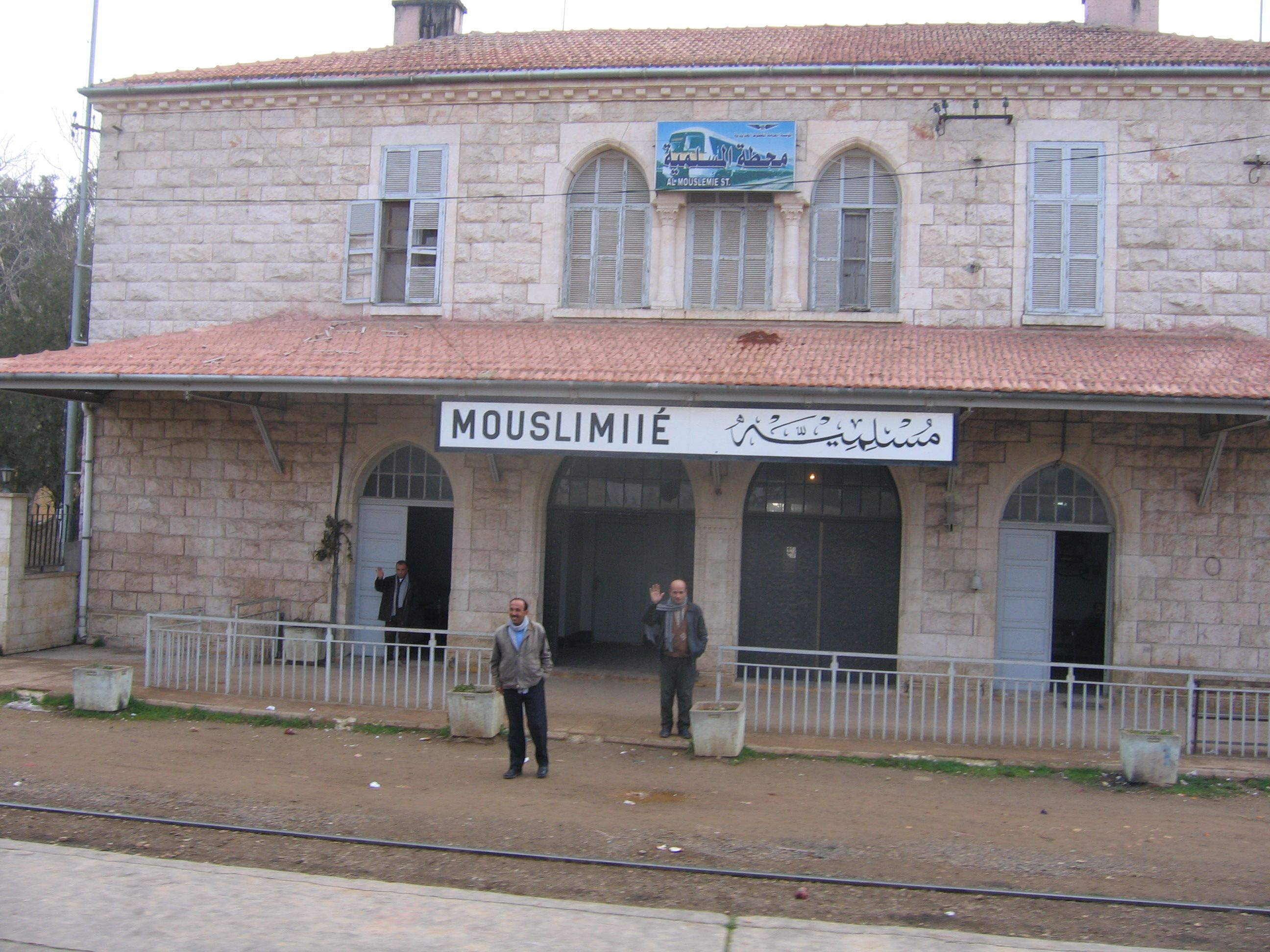
La gare de Mouslimiié (Muslimiyya) en Syrie.